# ویلا (ایلیدژا – سارایوو)
ویلا (ایلیدژا – سارایوو) (به لاتین: Vela (Ilidža – Sarajevo)) یک منطقهٔ مسکونی در بوسنی و هرزگوین است که در استان سارایوو واقع شده‌است.